# Liste der Mitglieder des Provinziallandtags der Provinz Ostpreußen (1925–1929)
Diese Liste nennt die Mitglieder des Provinziallandtags der Provinz Ostpreußen (1925–1929) (53. bis 56. Provinziallandtag).

## Allgemeines
Der Provinziallandtag wurde am 29. November 1925 gewählt. Er trat in vier Landtagssessionen zusammen:
- 53. Landtag: 2. bis 3. Februar, 24. bis 27. März 1926
- 54. Landtag: 28. Februar bis 3. März 1927
- 55. Landtag: 27. Februar bis 2. März 1928
- 56. Landtag: 11. bis 16. März 1929

Am 12. März 1929 wurde die Arbeitsgemeinschaft gebildet, ein Zusammenschluss der Abgeordneten der WiPa, der DVFB, der AuA und der fraktionslosen Mitglieder.

## Liste
| Name                            | Partei                                                    | Beruf und Ort                                                                                           | Wahlkreis              | Mandatsdauer | Anmerkung                                                                                              |
| ------------------------------- | --------------------------------------------------------- | --- | ---------------------- | ------------ | --- |
| Gustav Arnoldt                  | AG                                                        | Fleischerobermeister in Tilsit                                                                          | Kreis Tilsit-Stadt     |              | Vorgänger: Schubath, Hermann; ab 12. März 1929 AG                                                      |
| Max Baerecke                    | DNVP                                                      | Gutsbesitzer in Spittelhof bei Elbing                                                                   | Kreis Elbing-Land      |              | Mandat niedergelegt, Nachfolger: Gehrmann III, August.                                                 |
| Max von Bahrfeldt               | DVP                                                       | Regierungspräsident in Königsberg                                                                       | Kreis Königsberg-Stadt |              | |
| Hans Beer                       | AuA                                                       | Verleger und Stadtverordneter in Königsberg                                                             | Kreis Königsberg-Stadt |              | Mandat niedergelegt, Nachfolger: Salecker, Fritz.                                                      |
| Albert Behrendt                 | SPD                                                       | Besitzer in Neuendorf b. Worienen                                                                       | Kreis Pr.-Eylau        |              | Vorgänger: Behrendt, Ernst                                                                             |
| Ernst Behrendt                  | SPD                                                       | Gewerkschaftssekretär in Königsberg                                                                     | Kreis Königsberg-Stadt |              | Mandat niedergelegt, Nachfolger: Behrendt, Albert                                                      |
| Franz Behrendt                  | Zentrum                                                   | Stadtrat in Marienburg                                                                                  | Kreis Marienburg       |              | |
| Friedrich von Berg              | DNVP                                                      | Wirkl. Geh. Rat in Markienen bei Bartenstein (Ost-preußen)                                              | Kreis Friedland        |              | Vorsitzender des Provinziallandtags.                                                                   |
| Karl von Boddien                | DNVP                                                      | Rittergutsbesitzer in Leissienen bei Allenburg                                                          | Kreis Wehlau           |              | |
| Ernst Brandes                   | DNVP                                                      | Rittergutsbesitzer, Präsident der Landwirtschaftskammer für die Provinz Ostpreußen in Althof-Insterburg | Kreis Insterburg-Land  |              | |
| Siegfried Graf von Brünneck     | DNVP                                                      | Rittergutsbesitzer und Landrat a. D. in Bellschwitz                                                     | Kreis Rosenberg        |              | verstorben, Nachfolger: Rievers, Walter                                                                |
| Emil Buchholz                   | SPD                                                       | Tischlermeister in Riesenburg                                                                           | Kreis Rosenberg        |              | |
| Oskar Burchard                  | DNVP                                                      | Rittergutsbesitzer in Austinehlen                                                                       | Kreis Gumbinnen        |              | |
| Friedrich Burgdorf              | WiPa; ab 12. März 1929 AG                                 | Besitzer, Vors. d. Ostpr. Bauernbundes in Neunischken                                                   | Kreis Insterburg-Land  |              | |
| Oskar Callwitz                  | DVFB; ab 12. März 1929 AG                                 | Bürodirektor i. R. in Königsberg                                                                        | Kreis Königsberg-Stadt |              | Vorgänger: Hinz, Erich                                                                                 |
| Paul Doligkeit                  | SPD                                                       | Lehrer in Domnau                                                                                        | Kreis Friedland        |              | |
| Franz Donalies                  | SPD                                                       | Parteisekretär in Königsberg                                                                            | Kreis Königsberg       |              | |
| Fritz Dowedeit                  | KPD                                                       | Maurerpolier in Gumbinnen                                                                               | Kreis Gumbinnen        |              | |
| Karl Ehlers                     | DNVP                                                      | Rittergutsbesitzer in Ranten (Postort)                                                                  | Kreis Lötzen           |              | |
| Friedrich Ehlert                | DNVP                                                      | Besitzer in Paskalwen                                                                                   | Kreis Ragnit           |              | |
| Paul Ehlert                     | AuA                                                       | Oekonomierat in Gumbinnen                                                                               | Kreis Gumbinnen        |              | verstorben, Nachfolger: Fudéus, Alfred                                                                 |
| Fritz Graf zu Eulenburg-Prassen | DNVP                                                      | Fideikommißbesitzer in Prassen                                                                          | Kreis Rastenburg       |              | |
| Franz Fanelsa                   | DNVP                                                      | Grundbesitzer in Roggen                                                                                 | Kreis Neidenburg       |              | Vorgänger: Peters, Max, Dr.                                                                            |
| Paul Firley                     | DNVP                                                      | Gutsbesitzer in Kl. Moensdorf                                                                           | Kreis Rössel           |              | |
| Ernst Frederich                 | DNVP                                                      | Rittergutsbesitzer in Davidshof b. Grammen                                                              | Kreis Ortelsburg       |              | |
| Alfred Fudéus                   | AuA; ab 12. März 1929 AG                                  | Kaufmann in Elbing                                                                                      | Kreis Elbing-Stadt     |              | Vorgänger: Ehlert, Paul, Dr.                                                                           |
| Philipp von Gehren              | DNVP                                                      | Landrat a. D. in Czychen                                                                                | Kreis Oletzko          |              | |
| August Gehrmann III.            | DNVP                                                      | Mühlenbesitzer in Baumgart bei Trunz                                                                    | Kreis Elbing-Land      |              | Vorgänger: Baerecke, Max                                                                               |
| Max Gentzen                     | DDP                                                       | Stadtarzt in Königsberg                                                                                 | Kreis Königsberg-Stadt |              | |
| Rudolf Gieseler                 | DVFB; ab 12. März 1929 AG                                 | Forstmeister in Taberbrück                                                                              | Kreis Osterode         |              | |
| Otto Goebel                     | DNVP                                                      | Besitzer in Rudlauken b. Popelken                                                                       | Kreis Labiau           |              | |
| Fritz Goerdeler                 | DNVP                                                      | Bürgermeister in Marienwerder                                                                           | Kreis Marienwerder     |              | |
| Franz Goldau                    | DNVP                                                      | Gutsbesitzer in Schönwiese b. Guttstadt                                                                 | Kreis Heilsberg        |              | |
| Adolf Gollub                    | DNVP                                                      | Besitzer in Dlugossen bei Prostken                                                                      | Kreis Lyck             |              | Vorgänger: Mirbach, Werner Freiherr von                                                                |
| Georg Gottheiner                | DNVP                                                      | Landrat in Johannisburg                                                                                 | Kreis Johannisburg     |              | |
| Kurt Greiser                    | SPD                                                       | Gewerkschaftssekretär in Gumbinnen                                                                      | Kreis Gumbinnen        |              | Vorgänger: Grimpe, Viktor                                                                              |
| Viktor Grimpe                   | SPD                                                       | Regierungsassessor in Insterburg                                                                        | Kreis Insterburg-Stadt |              | Mandat niedergelegt, Nachfolger: Greiser, Kurt                                                         |
| Marie Hartung                   | SPD                                                       | Büroangestellte in Königsberg                                                                           | Kreis Königsberg-Stadt |              | |
| Bertha Haus                     | SPD; ab (11. März 1929) fraktionslos; ab 12. März 1929 AG | Lehrerfrau in Gregersdorf bei Arys                                                                      | Kreis Johannisburg     |              | |
| Emil Hell                       | DNVP                                                      | General a. D. Rittergutsbesitzer in Groß Grieben                                                        | Kreis Osterode         |              | |
| Ernst Herder                    | SPD                                                       | Justizobersekr. i. R.                                                                                   | Kreis Lyck             |              | Mandat niedergelegt, Nachfolger: Quallo, August                                                        |
| Gustav Heß                      | SPD                                                       | Geschäftsführer in Elbing                                                                               | Kreis Elbing-Stadt     |              | |
| Felix Heumann                   | DVP                                                       | Kommerzienrat in Königsberg                                                                             | Kreis Königsberg-Stadt |              | |
| Erich Hinz                      | DVFB                                                      | Rechtsanwalt und Notar in Neidenburg                                                                    | Kreis Neidenburg       |              | Mandat niedergelegt, Nachfolger: Callwitz, Oskar                                                       |
| Hubert Hönnekes                 | Zentrum                                                   | Oberlehrer in Allenstein                                                                                | Kreis Allenstein-Stadt |              | |
| Adolf Hofer                     | SPD                                                       | Landrat in Fischhausen                                                                                  | Kreis Fischhausen      |              | |
| Berta Käswurm                   | DNVP                                                      | Frau in Mühle Laut bei Königsberg                                                                       | Kreis Königsberg-Land  |              | |
| Fritz Kahmann                   | KPD                                                       | Landwirt in Girschunen                                                                                  | Kreis Tilsit-Ragnit    |              | |
| Hans Knopff                     | DNVP                                                      | Landschaftsrat in Eckertsberg                                                                           | Kreis Goldap           |              | |
| Ferdinand Knuth                 | SPD                                                       | Lehrer in Pruszischken bei Gumbinnen                                                                    | Kreis Gumbinnen        |              | |
| Max Krell                       | SPD                                                       | Landrichter a. D. in Tilsit                                                                             | Kreis Tilsit-Stadt     |              | |
| Friedrich Kriese                | SPD                                                       | Bezirksleiter in Königsberg                                                                             | Kreis Königsberg-Stadt |              | |
| Paul Küßner                     | Zentrum                                                   | Probst und Dekan in Elbing                                                                              | Kreis Braunsberg       |              | verstorben, Nachfolger: Stankewitz, Karl                                                               |
| Wilhelm Kuhnt                   | DNVP                                                      | Landwirt in Menthen b. Tiefensee                                                                        | Kreis Stuhm            |              | |
| Friedrich Larssen               | SPD                                                       | Kreisleiter des Landarbeiterverbandes in Königsberg                                                     | Kreis Königsberg-Stadt |              | ab 27. Februar 1928 Stellvertretender Vorsitzender des Provinziallandtags.                             |
| Anton Lingk                     | Zentrum                                                   | Mühlenbesitzer in Klutkenmühle bei Münsterberg                                                          | Kreis Heilsberg        |              | |
| Paul Manleitner                 |                                                           | Kaufmann in Tilsit                                                                                      | Kreis Tilsit-Stadt     |              | |
| Gustav Mattern                  | WiPa; ab 12. März 1929 AG                                 | Fabrikbesitzer in Königsberg                                                                            | Kreis Königsberg-Stadt |              | |
| Emil Matzick                    | KPD                                                       | Händler in Ragnit                                                                                       | Kreis Tilsit-Ragnit    |              | Mandat niedergelegt, Nachfolger: Mertschuweit, Alfred                                                  |
| Johannes Medler                 | DNVP                                                      | Besitzer in Norgau                                                                                      | Kreis Fischhausen      |              | |
| Artur Mertins                   | SPD                                                       | Lehrer in Gutenfeld                                                                                     | Kreis Königsberg-Land  |              | Vorgänger: Seemann, Friedrich                                                                          |
| Alfred Mertschuweit             | KPD                                                       | Landwirt in Georgenburgkehlen bei Georgenburg                                                           | Kreis Insterburg-Land  |              | Vorgänger: Matzick, Emil                                                                               |
| Else Migge                      | DVP                                                       | Frau bzw. ohne Berufsbezeichnung in Königsberg                                                          | Kreis Königsberg-Stadt |              | |
| Werner Freiherr von Mirbach     | DNVP                                                      | Landrat in Neidenburg                                                                                   | Kreis Neidenburg       |              | verstorben, Nachfolger: Gollub, Adolf                                                                  |
| Johann Münnekhoff               | SPD                                                       | Geschäftsführer in Osterode                                                                             | Kreis Osterode         |              | verstorben, Nachfolger: Schmidtke, Gustav                                                              |
| Gerhard von Negenborn           | DNVP                                                      | Rittergutsbesitzer in Klonau                                                                            | Kreis Osterode         |              | |
| Otto Neubacher                  | DNVP                                                      | Gutsbesitzer in Muntowen bei Sensburg                                                                   | Kreis Sensburg         |              | |
| Franz Osterode                  | WiPa; ab 12. März 1929 AG                                 | Brauereidirektor in Königsberg                                                                          | Kreis Königsberg-Stadt |              | |
| Bruno Paul                      | DVFB; ab 12. März 1929 AG                                 | Gutsbesitzer in Neuschön-walde                                                                          | Kreis Elbing-Land      |              | |
| Bernhard Pawelcik               | DVP                                                       | 1. Bürgermeister in Marienburg                                                                          | Kreis Marienburg       |              | |
| Max Peters                      | DNVP                                                      | Landrat in Lyck                                                                                         | Kreis Lyck             |              | Mandat niedergelegt, Nachfolger: Fanelsa, Franz                                                        |
| Arthur Pfeiffer                 | DVP                                                       | Architekt und Zimmermeister in Allenstein                                                               | Kreis Allenstein-Stadt |              | Vorgänger: Ruperti, Max von                                                                            |
| Karl von Plehwe                 | DNVP                                                      | Rittergutsbesitzer in Dwarischken                                                                       | Kreis Pillkallen       |              | |
| Richard Pohle                   | DVFB; ab 12. März 1929 AG                                 | Regierungsamtsgehilfe in Königsberg                                                                     | Kreis Königsberg-Stadt |              | |
| August Quallo                   | SPD                                                       | Gewerkschaftssekretär in Königsberg                                                                     | Kreis Königsberg-Stadt |              | Vorgänger: Herder, Ernst                                                                               |
| Kuno Raabe                      |                                                           | Stadtrat in Königsberg                                                                                  | Kreis Königsberg-Stadt |              | Mandat niedergelegt, Nachfolger: Zaborosch, Johannes                                                   |
| Georg Rebehn                    | DDP                                                       | Landrat in Marienburg                                                                                   | Kreis Marienburg       |              | |
| Fritz von Reichel               | DNVP                                                      | Rittergutsbesitzer in Terpen bei Saalfeld                                                               | Kreis Mohrungen        |              | |
| Horst von Restorff              | DNVP                                                      | Rittergutsbesitzer in Lindenau                                                                          | Kreis Heiligenbeil     |              | Mandat niedergelegt, Nachfolger: Schirmacher, Hugo                                                     |
| Walter Rievers                  | DNVP                                                      | Apothekenbesitzer in Dt. Eylau                                                                          | Kreis Rosenberg        |              | Vorgänger: Brünneck, Siegfried Graf von                                                                |
| Max von Ruperti                 | DVP                                                       | Regierungspräsident in Allenstein                                                                       | Kreis Allenstein-Stadt |              | Mandat niedergelegt, Nachfolger: Pfeiffer, Arthur.                                                     |
| Fritz Salecker                  | AuA; ab 12. März 1929 AG                                  | Kaufmann in Wehlau                                                                                      | Kreis Wehlau           |              | Vorgänger: Beer, Hans                                                                                  |
| Gustav Sauf                     | KPD                                                       | Gewerkschaftssekretär in Königsberg                                                                     | Kreis Königsberg-Stadt |              | |
| Hugo Schirmacher                | DNVP                                                      | Guts- und Mühlenbesitzer in Rudolfshammer b. Zinten                                                     | Kreis Heiligenbeil     |              | Vorgänger: Restorff, Horst von                                                                         |
| Gustav Schmidtke                | SPD                                                       | Landwirt in Sensburg                                                                                    | Kreis Sensburg         |              | |
| Ewald Schnell                   | SPD                                                       | Kreisleiter des Deutschen Landarbeiter-Verbandes in Allenstein                                          | Kreis Allenstein-Stadt |              | |
| Hermann Schubath                | WiPa                                                      | Kaufmann und Diplom-handelslehrer in Insterburg                                                         | Kreis Insterburg-Stadt |              | Mandat niedergelegt, Nachfolger: Arnoldt, Gustav                                                       |
| Gustav Schultz                  | DNVP                                                      | Landschaftsdirektor in Kl. Trumpeiten                                                                   | Kreis Niederung        |              | |
| Karl Schweighöfer               | DNVP                                                      | Gutsbesitzer in Petrikatschen                                                                           | Kreis Stallupönen      |              | |
| Friedrich Seemann               | SPD                                                       | Landrat in Gerdauen                                                                                     | Kreis Gerdauen         |              | Stellvertretender Vorsitzender des Provinziallandtags; Mandat niedergelegt, Nachfolger: Mertins, Artur |
| Karl Stankewitz                 | Zentrum                                                   | Landrat in Braunsberg                                                                                   | Kreis Braunsberg       |              | |
| Robert Stankewitz               | SPD                                                       | Gewerkschaftssekretär in Angerburg                                                                      | Kreis Angerburg        |              | Vorgänger: Streicher, Otto.                                                                            |
| Otto Streicher                  | SPD                                                       | Landrat in Angerburg                                                                                    | Kreis Angerburg        |              | Mandat niedergelegt, Nachfolger: Stankewitz, Robert                                                    |
| Otto Strupat                    | KPD                                                       | Landwirt in Neu-Sussemilken                                                                             | Kreis Labiau           |              | |
| Wilhelm Szybalski               | SPD                                                       | Kreisleiter des Deutschen Landarbeiter-Verbandes in Angerburg                                           | Kreis Angerburg        |              | |
| Paul Talaszus                   | DDP                                                       | Stadtrat a. D. in Tilsit                                                                                | Kreis Tilsit           |              | Alterspräsident                                                                                        |
| Max Tennigkeit                  | KPD; seit (27. Februar 1928) fraktionslos                 | Bürogehilfe in Tilsit                                                                                   | Kreis Tilsit-Stadt     |              | |
| Albert Teichert                 | DNVP                                                      | Besitzer in Schönwiese                                                                                  | Kreis Pr.-Eylau        |              | |
| Johann Uszkurat                 | SPD                                                       | Landesobersekretär in Königsberg                                                                        | Kreis Königsberg-Stadt |              | |
| Wilhelm Weidemann               | SPD                                                       | Lehrer, Stadtverordneter in Insterburg                                                                  | Kreis Insterburg-Stadt |              | |
| Hermann Weiß                    | DNVP                                                      | Taubstummenlehrer in Königsberg                                                                         | Kreis Königsberg-Stadt |              | |
| Paul Weller                     | DVP                                                       | Rittergutsbesitzer in Metgethen                                                                         | Kreis Königsberg-Land  |              | |
| August Wieczorek                | DNVP                                                      | Besitzer und Amtsvorsteher in Wawrochen b. Olschienen                                                   | Kreis Ortelsburg       |              | |
| Otto Wyrgatsch                  | SPD                                                       | Redakteur in Königsberg                                                                                 | Kreis Königsberg-Stadt |              | |
| Johannes Zaborosch              | Zentrum                                                   | Kaufmann in Wartenburg                                                                                  | Kreis Allenstein       |              | Vorgänger: Raabe, Kuno, Dr.                                                                            |
| Josef Zink                      | Zentrum                                                   | Besitzer in Santoppen                                                                                   | Kreis Rössel           |              | |